# Butorides
Butorides is een geslacht van vogels uit de familie reigers (Ardeidae).

## Soorten
Het geslacht kent de volgende soorten:
- Butorides atricapilla – Mangrovereiger
- Butorides striata – Amerikaanse mangrovereiger
- Butorides sundevalli – Galápagosreiger
- Butorides virescens – Groene reiger

### Cladogram
Op grond van fylogenetisch onderzoek is onderstaand diagram gemaakt:
|  | Butorides striata – Amerikaanse mangrovereiger                                                                 |
|  | |
|  | \| \| Butorides sundevalli – Galápagosreiger \| \| \| \| \| \| Butorides virescens – Groene reiger \| \| \| \| |
|  | |
|  | Butorides sundevalli – Galápagosreiger                                                                         |
|  | |
|  | Butorides virescens – Groene reiger                                                                            |
|  | |

|  | Butorides sundevalli – Galápagosreiger |
|  |                                        |
|  | Butorides virescens – Groene reiger    |
|  |                                        |

|  | Butorides striata – Amerikaanse mangrovereiger                                                                 |
|  | |
|  | \| \| Butorides sundevalli – Galápagosreiger \| \| \| \| \| \| Butorides virescens – Groene reiger \| \| \| \| |
|  | |
|  | Butorides sundevalli – Galápagosreiger                                                                         |
|  | |
|  | Butorides virescens – Groene reiger                                                                            |
|  | |

|  | Butorides sundevalli – Galápagosreiger |
|  |                                        |
|  | Butorides virescens – Groene reiger    |
|  |                                        |